# Persépolis (banda desenhada)
Persépolis é uma histórias em quadrinhos(pt-BR) ou banda desenhada(pt-PT?) francesa autobiográfica de Marjane Satrapi, que retrata sua infância até seus primeiros anos de vida adulta no Irã, durante e após a Revolução Islâmica. Persépolis lembra os leitores da “precariedade da sobrevivência” em situações políticas e sociais. O título Persépolis é uma referência à antiga capital do Império Persa, Persépolis. Originalmente publicada em francês, a graphic novel foi traduzida para muitos outros idiomas, incluindo inglês, espanhol, catalão, português, italiano, grego, sueco, georgiano e outros. A partir de 2018, já vendeu mais de 2 milhões de cópias em todo o mundo. Persepolis 1 foi escrito em 2000 e Persepolis 2 foi escrito em 2004.
A editora de quadrinhos francesa L'Association publicou o trabalho original em quatro volumes entre 2000 e 2003. A Pantheon Books (América do Norte) e Jonathan Cape (Reino Unido) publicaram as traduções para o inglês em dois volumes - um em 2003 e outro em 2004. As edições completas em francês e inglês seguiram em 2007, coincidindo com o lançamento da adaptação cinematográfica.
Devido à sua linguagem gráfica e imagens, há controvérsias em torno do uso de Persépolis em salas de aula nos Estados Unidos. Persépolis foi destaque na lista dos dez livros mais desafiados da Associação Americana de Bibliotecas em 2014.

## Bastidores
O uso de graphic novels por Marjane Satrapi para descrever seus próprios eventos de vida a tornou facilmente acessível a pessoas em todo o mundo. Em um artigo intitulado Por que escrevi Persépolis, Satrapi diz "As imagens são uma maneira de escrever. Quando você tem o talento para escrever e desenhar, parece uma pena escolher apenas um. Eu acho que é melhor fazer as duas coisas". Seu primeiro romance desta série, Persepolis: A história de uma infância, retrata suas experiências de infância no Irã durante a Revolução Islâmica, enquanto seu romance subsequente, Persepolis 2: A história de um retorno, retrata seus anos de colegial em Viena, Áustria. Persepolis 2 também inclui o retorno de Satrapi ao Irã, onde ela estuda na faculdade, se casa e depois se divorcia, antes de se mudar para a França. Assim, a série não é apenas um livro de memórias, mas um Bildungsroman. Ao longo de ambos os livros, ela se concentra na ideia de "testemunhar". Significando, a motivação por trás de sua escrita envolve descrever sua vida do ponto de vista de alguém que vê o caos político e social. Isso mostra o aspecto de "sobrevivência" por trás de Satrapi quando jovem e, eventualmente, jovem nesse contexto. As influências da educação passada de Satrapi no Irã e na Europa, e especificamente o impressionismo alemão, podem ser sentidas ao longo de seus escritos e desenhos também. Ela procura criar um contexto visual não apenas para os do Ocidente, mas também para os do Oriente Médio, devido à falta de ótica física para esse momento importante da história.
Ambos descrevem suas experiências de vida como sendo iraniana e o modo como a Revolução moldou sua vida e a vida de seus amigos e familiares. O romance narra "narrativas contra-históricas que são em sua maioria desconhecidas por um público leitor ocidental". É importante notar sua família como classe média alta, e até mesmo descende da dinastia qatar do Irã. Embora ela não ache isso significativo, pode-se ter em mente ao tentar entender seu ponto de vista.
Satrapi escolheu o nome Persépolis, originário do termo grego antigo para o Irã, a fim de transmitir a mensagem de que o estado atual do Irã vem de milhares de anos de fundo, não apenas eventos hostis recentes.
Após a redação e publicação de Persépolis, a própria Satrapi se transformou em diplomata de seu país natal, o Irã. Ela "se tornou uma porta-voz de maior liberdade lá [no Irã] e uma voz contra a guerra e a compreensão intercultural".

## Resumo secional

### Persépolis 1: A História de Uma Infância
Nota: O resumo das edições inglesas do romance é dividido em duas seções, uma para cada livro.
Persépolis 1 começa apresentando Marji, a protagonista de dez anos de idade. Situado em 1980, o romance se concentra em suas experiências de crescimento durante a Revolução Islâmica no Irã. Sua história detalha o impacto da guerra e do extremismo religioso sobre os iranianos, especialmente mulheres. Pertencendo a uma família de classe média alta, Marji tem acesso a vários materiais educacionais, como livros e um rádio, que a expõem ao pensamento político ocidental em uma idade muito jovem. Ao descobrir as ideias de numerosos filósofos, Marji reflete sobre o privilégio de sua classe e está ansioso para aprender sobre o passado político de sua família. Este inquérito inspira-a a participar em manifestações populares contra o regime do Xá, em que as pessoas pedem o seu exílio como forma de salvaguardar os seus direitos. Infelizmente, após a partida do Xá, Marji percebe a ascensão do extremismo religioso em sua sociedade e está descontente com isso. A visita de seu tio Anoosh aprofunda seu interesse pela política quando conta suas histórias de ser preso como um revolucionário comunista. Suas histórias fazem com que ela valorize ideias de igualdade e resistência.
Depois de uma abrupta férias em família na Europa, Marji retorna ao Irã, onde o governo declarou guerra ao Iraque. Enquanto sua cidade natal, Teerã, é atacada, ela encontra segurança em seu porão, que também funciona como abrigo antiaéreo. Em meio ao caos de uma guerra em curso, sua família se revolta secretamente contra o novo regime fazendo festas e consumindo álcool, o que é proibido no país. Dois anos de guerra forçam Marji a explorar seu lado rebelde ao pular as aulas, ficar obcecado com garotos e visitar o mercado negro que cresceu como resultado da escassez causada pela guerra e pela repressão.
Enquanto a guerra se intensifica, Marji corre para casa um dia e descobre que um míssil balístico de longo alcance atingiu sua rua. Traumatizada pela visão do cadáver de sua amiga, ela expressa sua raiva contra o sistema político iraniano. Sua família começa a se preocupar com sua segurança e decide mandá-la para a Áustria para um estudo mais aprofundado e para escapar da guerra. O romance termina com a sua partida para a Europa.

### Persépolis 2: A História de Um Retorno
A segunda parte da série acontece em Viena, onde Marji começa sua nova vida em uma pensão. Como ela não pode falar alemão na chegada, Marji acha difícil se comunicar, mas acaba vencendo e fazendo amigos. Ela assimila a cultura celebrando o Natal e indo à missa. Longe de casa, a identidade iraniana de Marji se aprofunda e ela é expulsa da escola após uma briga com uma freira que a acusa de ser ignorante.
Não mais na escola, Marji começa a morar com sua amiga Julie e sua mãe. Aqui, ela experimenta mais choque cultural quando Julie fala sobre seus esforços sexuais, uma vez que tais tópicos são proibidos no Irã. Logo, ela passa por uma transformação física e ideológica, abusando de drogas e mudando sua aparência, enquanto continua a mudar de casa. Marji finalmente se estabelece em um quarto com a Sra. Dr. Heller, mas o relacionamento deles é instável. Questões também surgem em muitos dos relacionamentos de Marji, nos quais ela encontra conforto nas drogas. Finalmente, enquanto as lutas pioram, Marji deixa a casa do Dr. Heller depois de uma acusação de roubar um broche, forçando-a a ficar desabrigada por mais de dois meses. Como sua condição piora, Marji estende a mão para seus pais, que a mandam voltar e, assim, depois de viver em Viena por 4 anos, ela retorna a Teerã.
No aeroporto, ela reconhece como o Irã é diferente da Áustria. Vestindo o véu mais uma vez para sair, ela observa os murais de 15 metros de mártires, os slogans rebeldes e as ruas renomeadas depois dos mortos. Em casa, o pai conta-lhe os horrores da guerra e eles conversam durante a noite sobre o que ela havia perdido. Depois de ouvir o que seus pais haviam passado enquanto ela estava em Viena, ela resolve nunca contar a eles sobre seu tempo lá. No entanto, seu trauma da Áustria a faz cair em depressão, forçando-a a tentar o suicídio duas vezes. Quando ela sobrevive, ela leva isso como um sinal para viver e inicia seu processo de recuperação cuidando de sua saúde e assumindo um emprego.
Após seu retorno ao Irã, Marji conhece Reza, também pintor, e logo começam a namorar. Em 1991, Reza propõe o casamento com Marji e, após alguma contemplação, ela aceita. Sua mãe, Taji, avisa que ela se casou muito jovem e logo percebe que se sente presa no papel de uma esposa permanente. Mais tarde, em 1994, Marji confidencia a Farnaz, sua amiga, que ela não ama mais Reza e quer um divórcio. Farnaz aconselha-a a ficar junto porque as mulheres divorciadas são desprezadas socialmente, mas sua avó pede que ela se divorcie. Depois de muita contemplação, Marji decide separar-se com um relutante Reza. Ela vai até os pais e conta sobre o divórcio de Reza e ela, e eles comentam o quanto estão orgulhosos dela e sugerem que ela deveria deixar o Irã permanentemente e ter uma vida melhor na Europa.
No final de 1994, antes de sua partida para a Europa, Marji visitou o campo fora de Teerã. Ela também visita o Mar Cáspio, o túmulo de seu avô e o prédio da prisão onde seu tio Anoosh está enterrado. No outono, Marji junto com seus pais e sua avó vão ao aeroporto de Mehrabad para o seu último adeus, enquanto ela vai viver em Paris.

## Lista de personagens
- Persépolis: A História de Uma Infância
  - Marjane (personagem principal): apelidado de Marji, a vida de Marjane é retratada a partir de sua infância. Crescendo no Irã durante a guerra Irã-Iraque, Marjane cresce em uma família que está envolvida na agitação política do Irã. Isso influencia sua visão de mundo da opressão e sua consequente rebelião. Eventualmente, sua família a envia para Viena na esperança de escapar da agitação de sua casa. Ao longo de sua jornada, ela cresce e amadurece, mantendo sua natureza rebelde. A visão de Marjane sobre o mundo muda à medida que ela amadurece, mas continua sendo um lutador rebelde - ações que às vezes a colocam em problemas.[1]
  - Sra. Satrapi (Mãe de Marjane):Taji é uma mulher apaixonada que está perturbada com a situação no Irã, incluindo a eliminação da liberdade pessoal e ataques violentos a pessoas inocentes. Ela participou ativamente do governo local, participando de protestos.
  - Sr. Satrapi, Ebi ou Eby (pai de Marjane): Ele também participa de muitos protestos políticos com Taji. Ele tira fotos de tumultos, que eram ilegais e muito perigosos, se fossem pegos. Sr. e Sra. Satrapi vem de um fundo de classe média. Isso é importante notar dentro do contexto político e social de suas ações, valores e influências sobre sua filha rebelde.
  - Avó de Marjane: A avó de Marjane desenvolve uma relação próxima com Marjane. Ela gosta de contar histórias de Marjane sobre seu passado e o avô de Marjane.
  - Tio Anoosh é o irmão do pai de Marjane. Ele é executado pelas novas autoridades revolucionárias islâmicas. Sua execução serve como uma representação dos milhões de ativistas que foram mortos sob este regime.[1]
  - Mehridia: Mahrida, a empregada da casa de Marjane, se tornou amiga de Marjane durante sua infância. Ela tinha um relacionamento secreto com o vizinho que era de uma classe social mais alta.
- Personagens apenas em Persépolis: A História de Um Retorno
  - Julie: Uma amiga adolescente e colega de escola de Marjane, que a leva quando é expulsa do internato católico em Viena. Criada por uma mãe solteira, Julie é quatro anos mais velha que Marjane e as duas se tornam amigas íntimas. Julie já é sexualmente ativa com homens diferentes e muito aberta, contundente e direta sobre sexo, ao contrário da adolescente Marjane, que é sexualmente tímida e ainda uma virgem.
  - Reza: Marido de Marjane com quem ela teve um relacionamento socialmente tenso. Eles se divorciaram depois de dois anos de casamento.[8]

## Gênero e estilo
Persépolis é uma autobiografia escrita como uma novela gráfica baseada na vida de Satrapi. O gênero de romances gráficos pode ser rastreado até 1986 com a representação de Art Spiegelman do Holocausto através do uso de imagens de desenhos animados de ratos e gatos. Mais tarde, escritores como Aaron McGruder e Ho Che Anderson usaram romances gráficos para discutir temas como órfãos sudaneses e movimentos de direitos civis. Este gênero tornou-se um fórum apropriado para examinar assuntos críticos usando ilustrações para discutir tópicos estrangeiros, como os discutidos em Persépolis. O rótulo de “romance gráfico” não é tanto uma mentalidade única quanto uma coalizão de interesses que por acaso concordam em uma coisa - que os quadrinhos merecem mais respeito. Nima Naghibi e Andrew O'Malley, professores de inglês da Universidade Ryerson, acreditam que Persépolis faz parte de um movimento maior de livros autobiográficos de mulheres iranianas. Satrapi escreveu Persépolis em um formato em preto e branco: "o diálogo, que tem os ritmos das conversas cotidianas e a curiosidade brilhante das perguntas de uma criança, é muitas vezes obscurecido pelos pesados desenhos em preto-e-branco". O uso de uma novela gráfica tornou-se muito mais predominante na sequência de eventos como a Primavera Árabe e o Movimento Verde, já que este gênero emprega literatura e imagens para discutir esses movimentos históricos. Em uma entrevista intitulada "Por que eu escrevi Persépolis", Marjane Satrapi disse que "graphic novels não são literatura tradicional, mas isso não significa que eles são de segunda categoria".
Persépolis usa a alfabetização visual através de seus quadrinhos para melhorar a mensagem do texto. A alfabetização visual deriva da crença de que as imagens podem ser "lidas". Conforme definido pela Enciclopédia das Fundações Sociais e Culturais da Educação, "a alfabetização visual tem suas raízes na alfabetização linguística, baseada na ideia de que educar as pessoas para entender os códigos e contextos da linguagem leva a uma capacidade de ler e compreender a escrita e a comunicação verbal."
Devido à natureza das escolhas artísticas feitas em Persépolis em virtude de ser um livro de memórias ilustrado, os leitores enfrentaram dificuldades em colocá-lo em um gênero. O termo "romance" mais comumente se refere a livros que são ficção. Assim, há alguma controvérsia em torno de como classificar o gênero de Persépolis, sendo que é não-ficção. Nima Naghibi e Andrew O'Malley ilustram isso explicando como as livrarias tiveram problemas com prateleiras de Persépolis sob um único rótulo. Além disso, estudiosos como Hillary Chute argumentam que Persépolis, como outros livros semelhantes, deveria ser chamado de "narrativa gráfica" em vez de "romance gráfico". Ela argumenta que as histórias que essas obras contêm são únicas em si mesmas e desafiam as narrativas históricas populares. Chute explica que as narrativas gráficas desafiar as convenções retratando narrativas complexas de trauma enfatizar uma abordagem diferente em discutir questões de “indiferença, invisibilidade, e inaudibilidade que tendem a caracterizar recente teoria, como trauma bem como uma cultura orientada para a censura em geral”. Ela acrescenta que essa técnica de descobrir o invisível é um influente símbolo feminista. Chute afirma que Persépolis destaca isso "invisível", parecendo ser visualmente simplista, de modo que pode chamar a atenção para os intensos eventos políticos que acontecem na história.
O professor Liorah Golomb, da Universidade de Oklahoma, fala sobre Persépolis e livros relacionados; "À medida que o tempo passava, os quadrinhos ainda tendiam para o autobiográfico, mas a narrativa ganhou importância. A maioria das mulheres que criam quadrinhos hoje ainda o fazem do ponto de vista de uma mulher, mas seu público-alvo parece mais universal.
Um artigo de uma revista sobre educação multicultural escrita sobre o ensino de Persépolis em uma sala de aula do ensino médio reconhece a decisão de Satrapi de usar esse gênero de literatura como uma forma de "estudantes perturbarem a imagem unidimensional do Irã e das mulheres iranianas". Dessa maneira, a história incentiva os estudantes a contornar o muro da intolerância e a participar de uma conversa mais complexa sobre a história iraniana, a política dos EUA e os interstícios de gênero da guerra. " Satrapi utiliza uma combinação do texto e desenhos que a acompanham para representar a cultura iraniana e europeia através de imagens e linguagem, afirma Marie Otsby em um artigo para a Modern Language Association of America publicado em 2017.

## Análise

### Feminismo no Oriente
O livro gráfico de Satrapi contém temas sobre os ideais feministas e o poder hegemônico do Estado. Satrapi usa o contexto da Revolução Iraniana para criticar a hipocrisia das pressões sociais impostas pelo Estado que buscam atuar contra a violência. Durante a Revolução Iraniana, o martírio tinha sido nacionalizado pelo estado para encorajar os jovens a participar na revolução e regras sociais estritas eram impostas às mulheres e eram justificadas como proteção. A recontagem de Satrapi de seu assédio por membros masculinos e femininos dos Guardiões da Revolução por causa de seu comportamento e vestuário não-tradicionais exemplifica a hipocrisia das crenças do estado. Embora Satrapi critique as pressões sócio-políticas, ela não descarta completamente sua identidade iraniana. Marji luta para encontrar sua identidade porque está dividida entre uma profunda conexão com sua herança e cultura iranianas e a pressão política e religiosa imposta pelo Estado. A luta de Satrapi com as pressões da sociedade baseia-se em sua crença de que o Estado islâmico oprime as mulheres quando regula sua expressão e dita suas crenças.
Jennifer Worth, professora adjunta adjunta do Wagner College, apresenta que Satrapi usa o véu como uma metáfora para descrever o desejo de controlar as mulheres. Worth propõe que os Guardiões da Revolução usem o simbolismo cultural do véu para oprimir as liberdades sociais das mulheres, enquanto a própria Marji usa os véus simbólicos das reformas na Áustria para escapar do ostracismo social de sua identidade iraniana. Através de sua utilização do véu como um símbolo de esconder as lutas latentes, Satrapi afirma que a confusão em torno da transição de Marji para a idade adulta decorre de suas complexas crenças e sentimentos sobre sua herança iraniana.
O retrato do véu em Persépolis também foi usado para combater a percepção ocidental de que o véu é apenas um símbolo de opressão. As percepções são contestadas no primeiro capítulo de Persépolis, intitulado “O Véu”, no qual Satrapi ilustra jovens meninas brincando no pátio da escola com seus véus. Lisa Botshon, professora de inglês, e Melinda Plastas, professora de Estudos sobre Mulheres e Gênero, comentam que as representações de Satrapi do véu iluminam para o público ocidental a extensão da agência feminina do Oriente Médio. As representações desafiam a noção ocidental de que as mulheres que usam o véu são desamparadas e vítimas de uma opressão social brutal.

## História da publicação
A série original francesa foi publicada pela L'Association em quatro volumes, um volume por ano, de 2000 a 2003. Marie Ostby, professora do Connecticut College, observou que David Beauchard, co-fundador da L'Association, se esforçou para "criar um fórum para um trabalho mais culturalmente informado e auto-reflexivo", especialmente composto por escritoras femininas. L'Association publicou Persépolis como uma das três memórias gráficas revolucionárias. ” Persépolis, volume 1 termina no início da guerra; Persépolis, volume 2 termina com Marji embarcando em um avião para a Áustria; Persépolis, volume 3 termina com Marji colocando um véu para retornar ao Irã; Persépolis, volume 4 conclui o trabalho. Quando a série foi aclamada pela crítica, foi traduzida para muitas línguas diferentes. Em 2003, a Pantheon Books publicou as partes 1 e 2 em uma única tradução em inglês (com nova capa) sob o título Persépolis, traduzido por Blake Ferris e Mattias Ripa, marido de Satrapi; partes 3 e 4 (também com capa nova) seguidas em 2004 como Persepolis 2, traduzido por Anjali Singh. Em outubro de 2007, a Pantheon reembalou os dois volumes em um único volume (com capa de filme), sob o título The Complete Persépolis. As imagens da capa nas publicações de ambos os países apresentam a própria obra de arte de Satrapi; no entanto, a publicação francesa é muito menos ornamentada do que o equivalente dos Estados Unidos.

## Recepção
Após o seu lançamento, a graphic novel recebeu grandes elogios, mas também foi recebida com críticas e pedidos de censura. A revista TIME incluiu Persépolis em sua lista "Best Comics of 2003". Andrew Arnold da TIME descreveu Persepolis como "às vezes engraçado e às vezes triste, mas sempre sincero e revelador". Kristin Anderson, da The Oxonian Review of Books, de Balliol College, da Universidade de Oxford, disse: "Embora a criatividade e o entusiasmo de Persépolis prestem tributo tanto a Satrapi quanto ao Irã contemporâneo, se seu objetivo é humanizar sua terra natal, esse amável, sarcástico e memórias muito sinceras não poderiam fazer um trabalho melhor ". Persépolis ganhou inúmeros prêmios, incluindo um por seu texto no Prêmio Angoulême Internacional de Quadrinhos para Cenário em Angoulême, na França, e outro por suas críticas ao autoritarismo em Vitória, na Espanha. Marie Ostby aponta que “o trabalho de Satrapi marca um divisor de águas na história global da graphic novel”, exemplificado pelo recente aumento do uso da graphic novel como uma “forma transcultural de representação para o Oriente Médio do século XXI”. "
Apesar da controvérsia em torno do romance, Persépolis se transformou em uma importante peça de literatura que conecta o mundo ocidental e iraniano. A graphic novel foi premiada com a lista de dez livros de ficção da Newsweek, e foi criada em um filme em 2007. Reading Persépolis "se presta à discussão de estratégias literárias e ao ensino da alfabetização visual, bem como a discussões mais amplas sobre as diferenças culturais construídas na arte e na mídia e como vivenciadas na vida". Dito isto, ensinar este livro ajuda a desenvolver ainda mais o aprendizado dos alunos, especialmente o aprendizado de uma cultura estrangeira, porque Persépolis contém informações factuais das experiências da vida real de Satrapi crescendo no Irã. Além disso, o romance permite que os leitores estudiosos pensem criticamente sobre o fenômeno da guerra, enquanto também exploram os potenciais da paz.
Como resultado da linguagem e das imagens simples, e do caráter relatável de Satrapi, Persépolis se tornou um livro facilmente acessível para os alunos lerem, aprenderem e se envolverem. Como qualquer adolescente, Marji se mete em problemas, mas também é inteligente e está ávida para aprender. Ela ouve música, lê e idolatra celebridades, o que permite que os leitores adolescentes se identifiquem instantaneamente com suas qualidades.
Friere e Macedo argumentam que o ensino de Persépolis em uma sala de aula do ensino médio provou ser benéfico no desenvolvimento das habilidades de letramento e pensamento crítico dos alunos, que são necessários para ajudá-los a interpretar o mundo ao seu redor. Em um artigo de jornal sobre como ensinar Persepolis em uma sala de aula pós 11 de setembro, Lisa Botshon e Melinda Plastas, da Universidade de Illinois, afirmam que Persépolis oferece uma plataforma para os alunos questionarem os estereótipos ocidentais e o medo em torno do Oriente Médio. Outro estudo que foi feito também mostrou que Persépolis teve um grande impacto nas habilidades de pensamento dos alunos do ensino médio que foram ensinados em sua sala de aula de ELA. Apesar das imagens e do texto de fácil leitura, Persépolis também é frequentemente ensinado no ensino médio, porque os alunos do ensino médio seriam capazes de levar as informações aprendidas e discuti-las minuciosamente para melhorar suas habilidades literárias. Escrevendo sobre sua vida e sobre as pessoas envolvidas, a escrita de Satrapi também nega as suposições típicas feitas pelo mundo sobre as mulheres iranianas ocidentais. Friere e Macedo acreditam que a forma como as mulheres e a sociedade iraniana em geral são apresentadas no livro pode ajudar os alunos a duvidarem de sua percepção de insegurança nacional em relação ao Oriente Médio.
Apesar das críticas positivas, Persépolis enfrentou algumas tentativas de censura nos distritos escolares dos Estados Unidos. Em março de 2013, as Escolas Públicas de Chicago ordenaram controversamente que cópias de Persépolis fossem removidas das salas de aula do sétimo ano depois que a CEO das Escolas Públicas de Chicago, Barbara Byrd-Bennett, determinou que o livro "contém linguagem gráfica e imagens que não são apropriadas para uso geral". Ao ouvir sobre a proposta de proibição, os veteranos da Lane Tech High School em Chicago reuniram-se para a biblioteca para verificar Persépolis e organizou manifestações em protesto. Tal ação resultou na reinstituição do livro pelas CPS em suas bibliotecas escolares e salas de aula. Além disso, Kristine Mayle, representante do Sindicato dos Professores de Chicago, denunciou a proibição das Escolas Públicas de Chicago devido ao “clima volátil em torno do fechamento de 54 escolas públicas em Chicago, principalmente em bairros afro-americanos e hispânicos. " Em uma entrevista, ela apontou que “A única coisa em que posso pensar é que eles não querem que nossos filhos leiam sobre a revolução enquanto estão fechando nossas escolas”.
Em 2014, o livro enfrentou três desafios diferentes em todo o país, o que levou à sua colocação como # 2 na lista da ALA de “Os dez livros mais desafiados de 2014”. A primeira dessas controvérsias ocorreu no Distrito Escolar de Three Rivers, no Oregon, onde um pai insistiu na remoção do livro de suas bibliotecas do ensino médio devido à “linguagem grosseira e cenas de tortura”. Em última análise, o livro permaneceu em bibliotecas sem qualquer restrição após as reuniões do conselho escolar para discutir esse desafio. Outro caso de censura surgiu no distrito escolar de Ball-Chatham, no centro de Illinois, onde os pais de um aluno afirmaram que o livro era impróprio para a faixa etária designada. Os pais também perguntaram por que Persépolis foi designado para os alunos lerem em 11 de setembro. Apesar dessa oposição, a diretoria da escola votou por unanimidade para manter o livro tanto nas bibliotecas das escolas quanto dentro do currículo. O terceiro caso ocorreu em Smithville, Texas, onde pais e membros da comunidade escolar desafiaram o livro que estava sendo ensinado na World Geography Class da Smithville High School. Eles expressaram preocupações sobre "a literatura islâmica recém-introduzida disponível para estudantes". A diretoria da escola se reuniu para discutir essa questão em uma reunião em 17 de fevereiro de 2014, depois que Charles King apresentou uma queixa formal contra Persépolis. O conselho votou 5-1 para manter o romance.
Em 2015, o Crafton Hills College, em Yucaipa, Califórnia, também testemunhou um desafio à incorporação do Persépolis em seu curso de inglês sobre graphic novels. Após a conclusão da aula, Tara Shultz descreveu Persépolis como pornográfico e carente de qualidade. Os administradores da Crafton Hills divulgaram um comunicado, expressando forte apoio à liberdade acadêmica e o romance acabou sendo mantido.

## Adaptações e outras versões

### Filme
Persepolis foi adaptado para um filme de animação pela Sony Pictures Classics. O filme foi co-dirigido por Marjane Satrapi e Vincent Paronnaud. Foi dublado por Catherine Deneuve, Chiara Mastroianni, Danielle Darrieux e Simon Abkarian. Estreando no Festival de Cannes de 2007, Persépolis ganhou o Prêmio do Júri, mas também recebeu denúncias do governo iraniano antes de sua exibição no festival. Foi nomeado para um Oscar em 2007 para melhor filme de animação. O filme também recebeu altas honras, especificamente, em 2007, quando foi nomeado a Seleção Oficial Francesa para o Melhor Filme Estrangeiro. [36]

### Persépolis 2.0
Persepolis 2.0 é uma versão atualizada da história de Satrapi, criada por diferentes autores que combinaram as ilustrações de Satrapi com o novo texto sobre as eleições presidenciais iranianas de 2009. Com apenas dez páginas, Persepolis 2.0 reconta a reeleição do presidente Mahmoud Ahmadinejad em 12 de junho de 2009. Feito com a permissão de Satrapi, os autores dos quadrinhos são dois artistas nascidos no Irã que vivem em Xangai e que dão seus nomes apenas como Payman e Sina. Os autores usaram os desenhos originais de Satrapi, mudando o texto onde apropriado e inserindo um novo desenho, o que fez Marjane dizer aos pais para parar de ler o jornal e, em vez disso, voltar sua atenção para o Twitter durante os protestos. Persepolis 2.0 foi publicado online, originalmente em um site chamado " Spread Persepolis "; uma versão arquivada está disponível na Wayback Machine.

## Edições
Edições francesas
- Persepolis
  - Persepolis 1 (2000, L'Association, ISBN 2-84414-058-0)
  - Persepolis 2 (2001, L'Association, ISBN 2-84414-079-3)
  - Persepolis 3 (2002, L'Association, ISBN 2-84414-104-8)
  - Persepolis 4 (2003, L'Association, ISBN 2-84414-137-4)

Edições em inglês
- Persepolis
  - Persepolis: The Story of a Childhood (2003, Pantheon ISBN 978-0-375-42230-0)
  - Persepolis 2: The Story of a Return (2004, Pantheon ISBN 978-0-375-42288-1)

Edições em português
- Persepolis
  - Persépolis 1, tradução de Miguel Fezas Vital. (2004, Polvo, ISBN 972-8440-54-5)[39]
  - Persépolis: a história de uma infância e a história de um regresso, tradução de Duarte Sousa Tavares. (2012, Contraponto, ISBN 978-989-666-112-0)[40]
  - Persépolis: a história de uma infância e a história de um regresso, tradução de Duarte Sousa Tavares. (2015, Bertrand, ISBN 978-972-25-3117-7)[41]
  - Persépolis, tradução de Paulo Werneck. (2007, Cia das Letras, ISBN 978-8535911626)[42]